# Луї Форі
Луї Оґюстін Жозеф Форі (фр. Louis Augustin Joseph Faury) (нар. 21.липня.1874, Фрюж — пом. 14.січня.1947, Париж) — французький дивізійний генерал, інструктор, організатор, професор військової академії у Варшаві, армійський та військовий історик, письменник та біограф.